# Falluja
Fal·luja, Falluja, Fallujah, Faluja o Faludja (àrab: الفلوجة, al-Fallūja) és una ciutat de l'Iraq a la província d'al-Anbar, a 69 km a l'oest de Bagdad, i a la vora de l'Eufrates. Va créixer sota el règim de Saddam Hussein i al moment de la invasió americana de l'Iraq en 2003 tenia 425.774 habitants. Els americans la van destruir i va arribar a tenir menys de 100.000 habitants (2004) però els darrers anys s'ha recuperat. La xifra s'estima en uns 350.000 (2008).

## Història
La comarca ja estava habitada al segon mil·lenni. El seu nom derivaria del siríac Pallgutha que vol dir ‘divisió’ o ‘canal regulador’ cosa possible, ja que al lloc l'Eufrates es dividia en un canal i el riu. A l'època clàssica és esmentada com Pallacottas i en arameu Pumbedita; fou part de la província sassànida d'Anbar i sota aquesta dinastia fou un centre comercial dels làkhmides anomenat Firuz Shapur o (pels grecs Perisapora). A un km al nord hi ha les ruïnes d'Anbar a la confluència entre l'Eufrates i el canal del rei (modern canal de Saklawiyah), que els musulmans van anomenar Nahr Isa i anteriorment s'havia dit Nahr Malka. La ciutat que hi havia al lloc és citada per fonts hebrees com Nehardea i fou un centre dels jueus de Babilònia fins a la destrucció de Palmira el 259.
Els musulmans la van anomenar al-Falluja que vol dir terra de llaurar. El jueu Benjamí de Tudela la va visitar el 1164 i diu que hi vivien tres mil jueus. Però apareix molt poc a les cròniques medievals. Sota els otomans fou un lloc de segon ordre en la ruta cap a Bagdad. El 1920 els britànics que tenien el control de l'Iraq van tenir un conflicte amb el xeic local Dhari que va matar el tinent coronel Gerard Leachman. Durant el conflicte del 1941 amb els iraquians, els britànics van derrotar l'exèrcit iraquià a Fallujah. Llavors la vila tenia uns 10000 habitants.
Després de la II Guerra Mundial, amb el petroli, la ciutat va començar a créixer i la seva situació en el camí a Bagdad la va afavorir. Sota Saddam Hussein (a partir del 1979) Fal·luja fou un dels llocs que més suport va donar al partit Baas.
Va patir bombardejos a la primera Guerra del Golf, el 1991, i altre cop, durant la Invasió de l'Iraq de 2003 amb bombardejos previs a la invasió americana. Durant aquesta darrera, la resistència fou particularment forta a Fal·luja. La proximitat de la presó d'Abu Ghraib, teatre de les pitjors tortures conegudes aplicades als presoneres iraquians, encara va enfurismar més als habitants. Les autoritats proamericanes designades pels ocupants (l'alcalde Taha Bidaywi Hamed) no foren acceptades per la població; algunes manifestacions van ser reprimides amb trets, i es van començar a produir atacs i la resistència va agafar el control de la ciutat. Un primer intent de recuperar-la va fallar, però un segon (novembre del 2004) va aconseguir el seu objectiu utilitzant armament químic prohibit. El control de la ciutat fou entregat a l'exèrcit iraquià organitzat pels americans a finals del 2006.
Durant la segona Guerra civil iraquiana, en la campanya d'Al-Anbar, el 4 de gener del 2014, Falluja cau en mans d'Estat Islàmic de l'Iraq i el Llevant. fou recuperada en la Batalla de Falluja, que va acabar el juny de 2016.